# باول كينيرد
باول كينيرد (بالإنجليزية: Paul Kinnaird)‏ هو لاعب كرة قدم بريطاني، ولد في 11 نوفمبر 1966 في غلاسكو في المملكة المتحدة. لعب مع دندي يونايتد ودونفرملين أثلتيك وديري سيتي وسانت جونستون وشروزبري تاون وكوين أوف ساوث ونادي آير يونايتد ونادي بارتيك ثيسل ونادي بريتشين سيتي ونادي بوهيميان ونادي روس كاونتي ونادي سانت ميرين ونادي سكاربورو ونادي ماذرويل.

## وصلات خارجية
- باول كينيرد على موقع قاعدة بيانات كرة القدم.إي يو (الإنجليزية)
- باول كينيرد على موقع عالم كرة القدم.نت (الإنجليزية)